# Jane y Katherine Lee
Jane Lee (1912-1957) y Katherine Lee (1909-1968), hermanas, fueron estrellas infantiles en películas de cine mudo y teatro de vodevil. También fueron conocidas como las "Baby Grands", "Lee Kids", o las "Fox Kiddies" por sus apariciones en producciones de Fox Film.
Las hermanas Lee eran hijas del malabarista estadounidense Tommy Banahan y de Irene Lee, bailarina irlandesa y actriz ocasional. Durante la gira europea de Tommy e Irene, Katherine nació en Berlín, Alemania, el 14 de febrero de 1909, y Jane nació el 15 de febrero de 1912, en Dublín, Irlanda, o en Glasgow, Escocia. Las hermanas aparecieron en la película original Neptune's Daughter, rodada en 1914. En 1915, Jane actuó con Valeska Suratt en The Soul of Broadway, en los Fox Studios. Ambas aparecieron en A Daughter of the Gods (1916), y la interpretación dramática de Katherine mereció elogios por ser una "niña prodigio" y una "Fiske de un metro". En 1917, Jane y Katherine protagonizaron dos de las "películas infantiles" de la Fox, Troublemakers y 'Two Little Imps. En 1919, las hermanas Lee entraron en la lista de Top Ten Money Making Stars Poll.
Las hermanas Lee continuaron actuando en el cine mudo hasta 1919. Aparecieron en Swat the Spy (1918), Tell It to the Marines (1918) y Smiles (1919). Siguieron actuando en el vodevil durante los años veinte y principios de los treinta. Más tarde, Jane tuvo papeles no acreditados en las películas sonoras Knock on Any Door (1949), Cheaper By the Dozen (1950) y Comin' Round The Mountain (1951).
Jane se casó con el actor James E. Grant en Nueva York el 5 de abril de 1933, y se divorciaron en 1937. Murió en el Saint Clare's Hospital de Nueva York el 7 de marzo de 1957; su apellido de casada en aquel momento era St. John. Katherine se casó con Ray Miller de Nueva York, y murió en 1968.

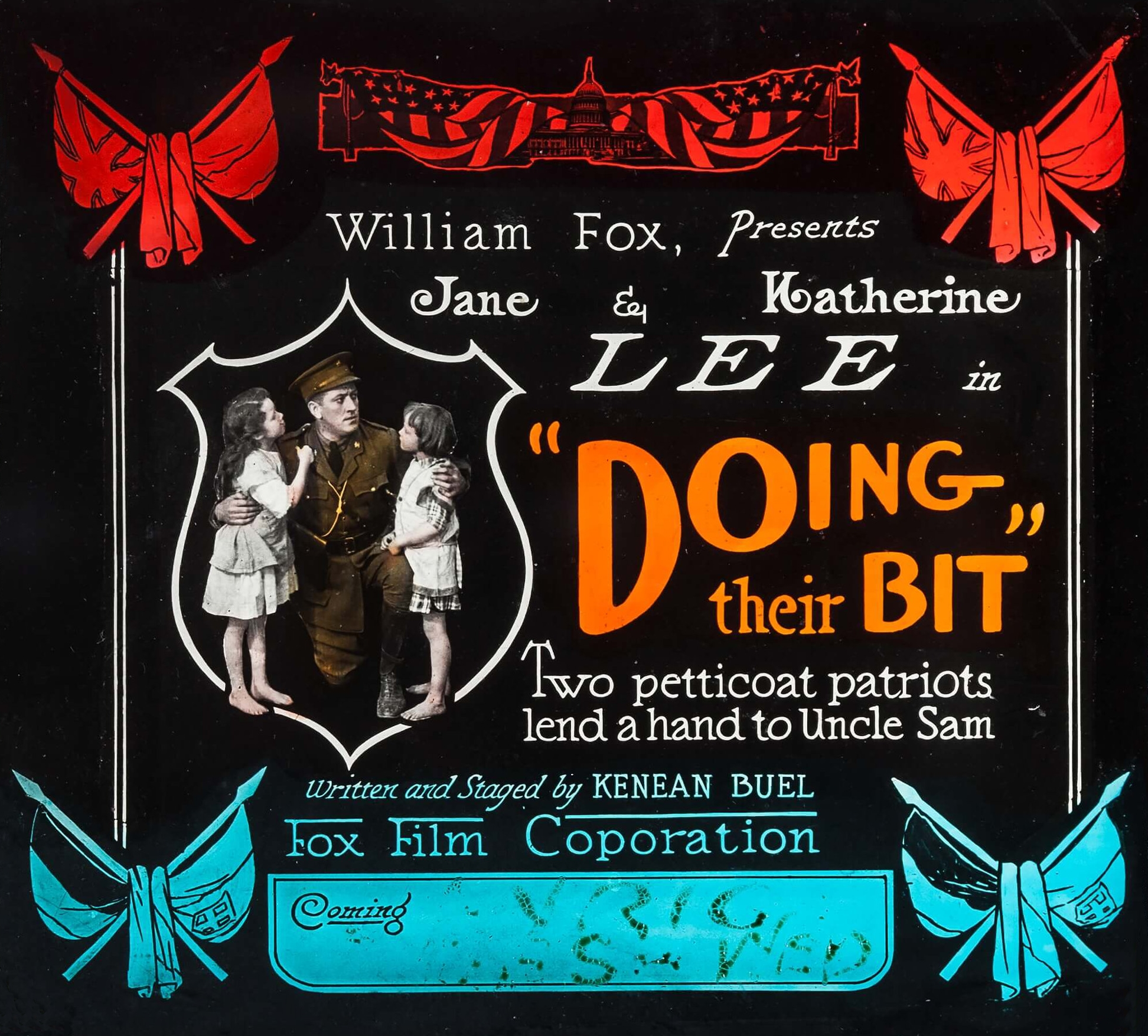
Doing Their Bit (1918), diapositiva de linterna mágica.

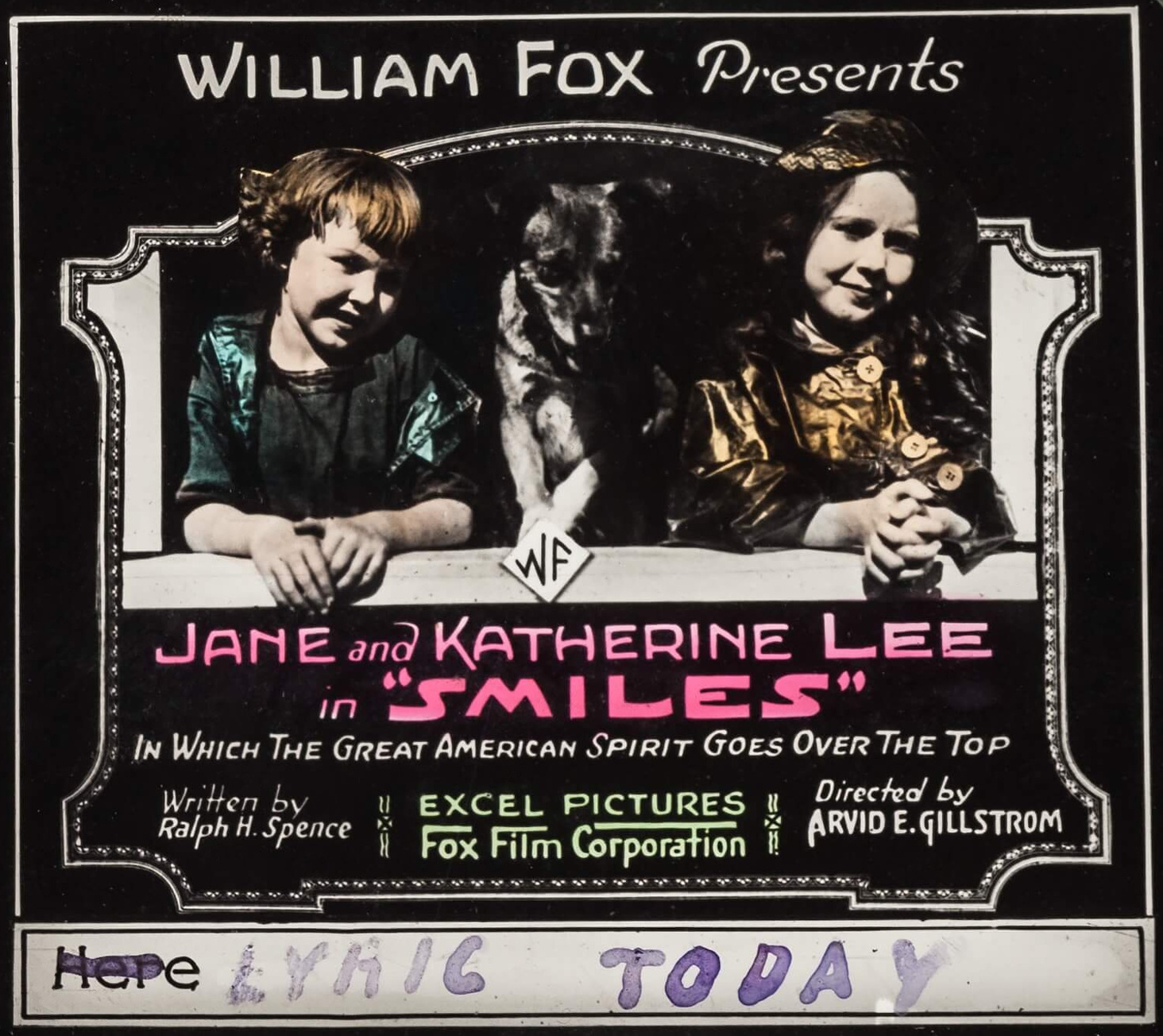
Smiles (1919), diapositiva para linterna mágica.

## Filmografía parcial

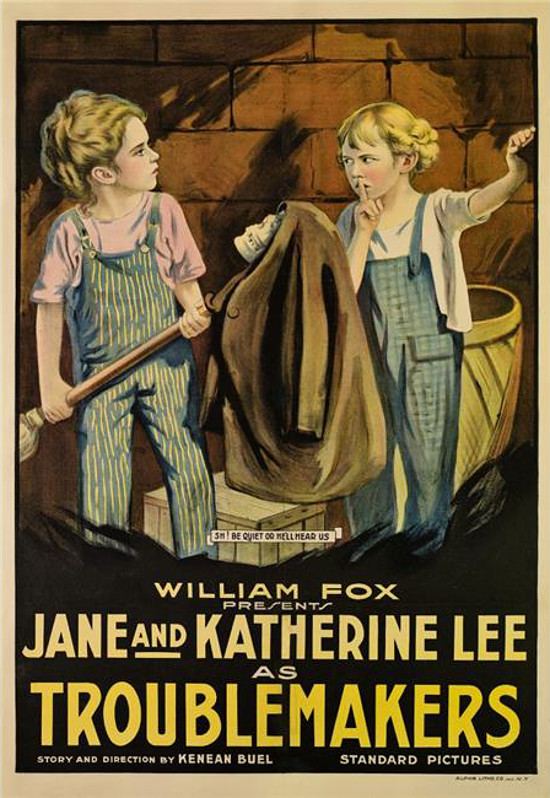
Jane y Katherine en el cartel de Trouble Makers (1917).

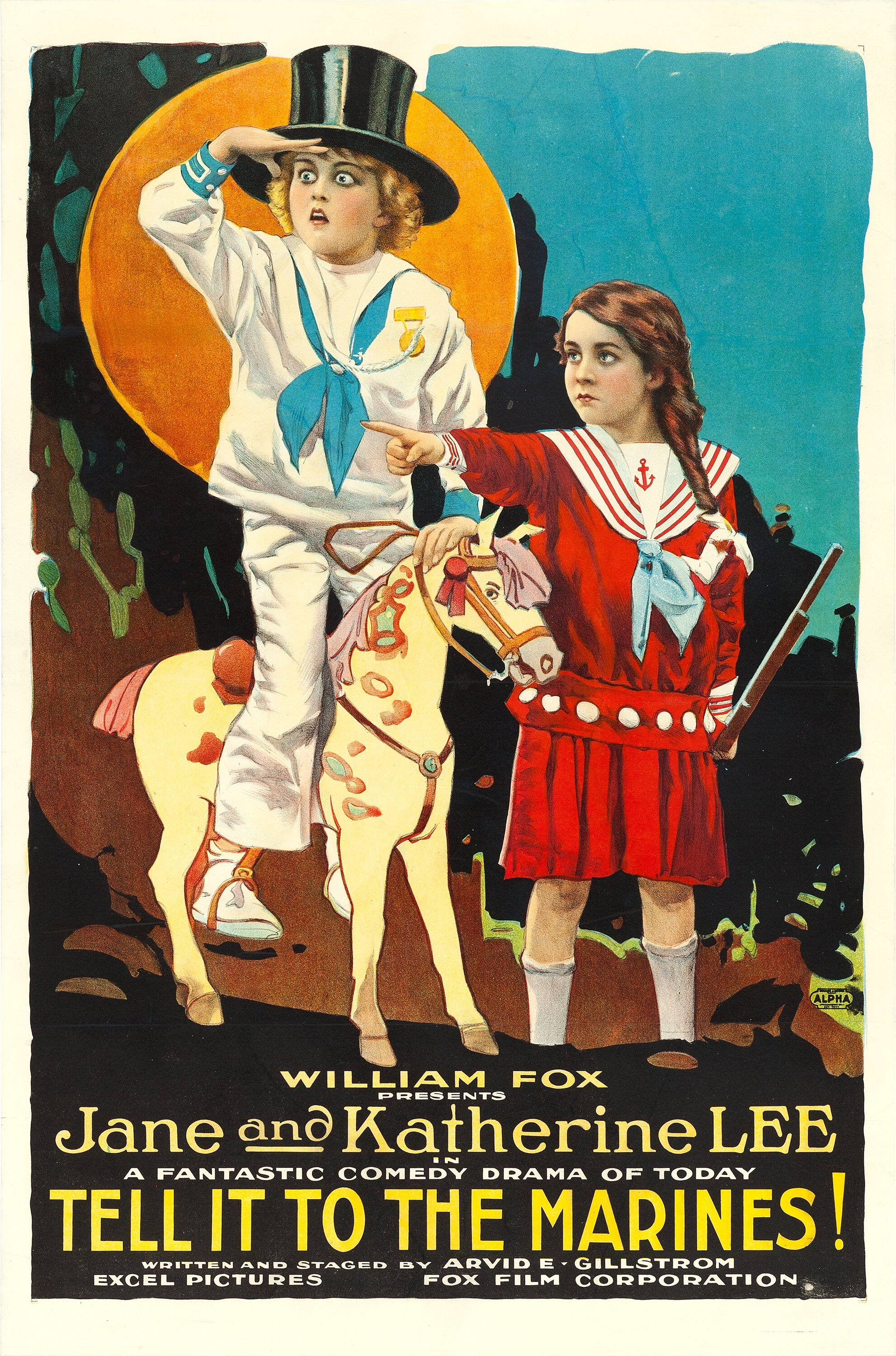
Jane y Katherine en el cartel de Tell It to the Marines (1918).

| Año  | Título                        | Aparición        | Notas         |
| ---- | ----------------------------- | ---------------- | ------------- |
| 1913 | The Return of Tony            | Katherine        |               |
| 1914 | The Scales of Justice         | Katherine        |               |
| 1914 | The Old Rag Doll              | Jane y Katherine |               |
| 1914 | When the Heart Calls          | Jane y Katherine | cortometraje  |
| 1914 | Neptune's Daughter            | Jane y Katherine |               |
| 1914 | His Prior Claim               | Jane             | cortometraje  |
| 1915 | A Life in the Balance         | Jane y Katherine |               |
| 1915 | The Studio of Life            | Jane y Katherine |               |
| 1915 | The Clemenceau Case           | Jane             |               |
| 1915 | Tony                          | Jane             |               |
| 1915 | The Devil's Daughter          | Jane             |               |
| 1915 | The Magic Toy Maker           | Jane y Katherine |               |
| 1915 | Silver Threads Among the Gold | Jane y Katherine |               |
| 1915 | The Soul of Broadway          | Jane             |               |
| 1915 | The Galley Slave              | Jane             |               |
| 1916 | A Daughter of the Gods        | Jane y Katherine |               |
| 1916 | Daredevil Kate                | Jane y Katherine |               |
| 1916 | A Wife's Sacrifice            | Jane             |               |
| 1916 | The Ragged Princess           | Jane y Katherine |               |
| 1916 | Romeo and Juliet              | Jane y Katherine |               |
| 1916 | Her Double Life               | Jane y Katherine |               |
| 1916 | Love and Hate                 | Jane y Katherine |               |
| 1917 | Trouble Makers                | Jane y Katherine |               |
| 1917 | The Small Town Girl           | Jane             |               |
| 1917 | Patsy                         | Jane             |               |
| 1917 | A Child of the Wild           | Jane y Katherine |               |
| 1917 | Two Little Imps               | Jane y Katherine |               |
| 1917 | Sister Against Sister         | Jane             |               |
| 1918 | American Buds                 | Jane y Katherine |               |
| 1918 | Dixie Madcaps                 | Jane y Katherine |               |
| 1918 | Swat the Spy                  | Jane y Katherine |               |
| 1918 | Tell It to the Marines        | Jane y Katherine |               |
| 1919 | Smiles                        | Jane y Katherine |               |
| 1919 | Love Us, Love Our Dog         | Jane y Katherine |               |
| 1922 | A Pair of Aces                | Jane y Katherine | cortometraje  |
| 1924 | The Side Show of Life         | Katherine        |               |
| 1949 | Knock on Any Door             | Jane             | Sin acreditar |
| 1950 | Cheaper by the Dozen          | Jane             | Sin acreditar |
| 1951 | Comin' Round the Mountain     | Jane             | Sin acreditar |